# Jean da Silva
Jean da Silva (Joinville, 6 de fevereiro de 1985 - Joinville, 24 de novembro de 2017) foi um surfista profissional brasileiro.
Campeão brasileiro de surfe em 2010, foi o primeiro surfista catarinense a conquistar este título. Em 2011, participou de algumas etapas da elite do Circuito Mundial como convidado.

## Conquistas
- 2006 - 3º lugar no Mundial Pro Júnior na Austrália.[3]
- 2006 - Vice-campeão catarinense[3]
- 2006 - Campeão do WQS 5 estrelas em Fernando de Noronha[3]
- 2010 - Campeão Brasileiro de Surf[3]
- 2012 - Campeão do ASP World 6-Star 2012 em Virginia Beach[3]